# Наметов, Аскар Мырзахметович
Аска́р Мырзахме́тович Наме́тов (каз. Асқар Мырзахметұлы Наметов; род. 5 января 1963) — председатель правления — ректор Западно-Казахстанского аграрно-технического университета имени Жангир хана, доктор ветеринарных наук, профессор, академик.

## Биография
Родился 5 января 1963 года.
Окончив в 1985 году Московскую ветеринарную академию имени К. И. Скрябина, работал ассистентом кафедры анатомии сельскохозяйственных животных Алма-Атинского зооветеринарного института (1987—1988). Окончив в 1991 году аспирантуру Московской ветеринарной академии по кафедре ветеринарной хирургии, продолжал преподавать в Алма-Атинском зооветеринарном институте: ассистент кафедры хирургии и основ ветеринарии, с 1994 — доцент кафедры ветеринарной хирургии, заместитель декана института.
С 1996 года — в Казахском государственном аграрном университете: доцент кафедры акушерства и хирургии и кафедры незаразных болезней, с 2000 — начальник учебного отдела, с 2001 — и. о. проректора по учебно-методической работе, в 2001—2002 — и. о. руководителя учебно-научно-производственного комплекса ветеринарии и биотехнологии, в 2002—2003 — директор института ветеринарии и животноводства, в 2003—2009 — проректор по учебной и учебно-методической работе, председатель диссертационного совета по ветеринарным специальностям.
В 2009—2015 годы — ректор Костанайского университета имени А. Байтурсынова, в 2015—2017 — председатель правления НАО «Национальный аграрный научно-образовательный центр».
С 24 ноября 2017 года — председатель правления, ректор НАО «Западно-Казахстанский аграрно-технический университет имени Жангир хана». Председатель Национального научного совета по АПК.

## Научная деятельность
Под руководством А. М. Наметова в Костанайском университете были внедрены принципы корпоративного менеджмента путем расширения функций коллегиальных органов управления и повышения их открытости и гласности, привлечения студенчества и работодателей к управлению, уделено пристальное внимание развитию внутренней и внешней академической мобильности обучающихся в рамках проекта MARCO и CASIA, программы ЕС Эразмус Мундус. Разработана Концепция гарантии качества образования для вуза.
Под руководством Наметова в НАО «НАНОЦ» разработаны стратегические документы НАНОЦ, карта модернизации аграрной науки. Принимал участие в разработке Государственной программы развития агропромышленного комплекса (ГПР АПК) 2017—2020 годов. При непосредственном участии НАНОЦ, возглавляемого Наметовым, были разработаны инвестиционные предложения и финансово-экономическое обоснование двух вузов НАНОЦ (КазНАУ, КАТУ имени С. Сейфуллина), получены все положительные заключения по финансированию в рамках ГПИИР для оснащения лабораторий в 2016 и 2017 годах. Также курировал вопросы создания исследовательских университетов на базе этих вузов.
Имеет сертификаты повышения квалификации и обмена опытом по вопросам менеджмента в образовании, организации учебного процесса по кредитной технологии обучения, организации научной работы в вузах, научных и производственных центрах США, Голландии, Великобритании, Австрии, Германии, Финляндии, Италии, Испании, Польши и др.
Автор более 120 научных статей, методических рекомендаций, утвержденных Департаментом ветеринарии МСХ РК, патентообладатель 10 изобретений. Является одним из авторов первого «Ветеринарного законодательства РК» (в 3-х томах), разработчик 12 государственных стандартов по ветеринарным и животноводческим специальностям для высшего профессионального и специального образования, 10 государственных стандартов по специальностям магистратуры и докторантуры, 20 типовых учебных программ по дисциплинам высшего и послевузовского образования, 3-х учебников по ветеринарной хирургии.

### Избранные труды
- Наметов А. М. Иммунокоррекция естественной резистентности организма крупного рогатого скота при хирургической травме : Автореф. … канд. вет. наук / Моск. вет. акад. им. К. И. Скрябина. — М., 1991. — 16 с.

## Награды
- грант Президента для поддержки молодых учёных и стажировки в зарубежных странах (2003)
- медали:
  - «За трудовое отличие» (2005)[1]
  - «20 лет независимости Республики Казахстан» (2011)[1]
- 2014 год — Орден «Кұрмет»;
- 2016 год — юбилейная медаль «Қазақстан тәуелсіздігіне 25 жыл».